# Emilie Schindlerová
Emilie Schindlerová, (německy: Emilie Schindler), rozená Pelzlová, (22. října 1907 Starý Maletín – 5. října 2001 Strausberg, Německo), byla manželka Oskara Schindlera, se kterým se podílela na záchraně přibližně 1100 Židů před holokaustem.

## Životopis
Pocházela z německé rodiny Josefa Pelzla (*1875) a jeho manželky Marie, rozené Pieschlové (1874–1939) a byla vychována v přísně katolickém duchu. Dne 6. března 1928 se provdala za podnikatele Oskara Schindlera, se kterým žila ve Svitavách, později v Ostravě, kde se její manžel, tehdy agent německé vojenské rozvědky, zpravodajsky podílel na přípravě Invaze do Polska. Manželství zůstalo bezdětné, ačkoliv podle některých zdrojů měl Schindler nemanželské děti. Po okupaci Polska Oskar odešel do Krakova. Tam si zařídil arizovanou továrnu na smaltované výrobky, ve které otrocky pracovali především Židé z krakovského ghetta, později z Plašovského koncentračního tábora (pol. Płaszów). Emilie do Krakova přijela jen několikrát, manželovu častou nevěru snášela na dálku.
Na podzim 1944, kdy byl tábor v Plašově likvidován kvůli přibližující se Rudé armádě, Schindler přesunul výrobu, vč. asi 1000 židovských dělníků, do Brněnce nedaleko Svitav, kam se přestěhoval i s manželkou. Jestliže dnes někteří autoři tvrdí, že Emilie měla na záchraně Židů podobný podíl, jako její manžel, pak je nutné zdůraznit, že s vězněnými dělníky přišla Emilie do styku teprve v Brněnci, kde pro ně pomáhala obstarávat potraviny a snad i léky. V lednu 1945, kdy Oskar Schindler pravděpodobně nebyl přítomen, přijala asi 110 promrzlých a vyčerpaných vězňů z transportu, který náhodou skončil v Brněnci. Zejména díky její péči z transportu, který jel až z polského Goleszówa (pobočka koncentračního tábora Osvětim), zemřelo necelých 30 lidí. Krátce před osvobozením Brněnce manželé Schindlerovi spolu s několika prominentními vězni odjeli k americkým liniím.
Po válce žili Schindlerovi krátce v Německu, roku 1949 však emigrovali do Argentiny. Tam se Schindler pokoušel bez úspěchu podnikat a v roce 1957 definitivně opustil manželku a vrátil se do Německa. Když byl v roce 1963 Schindler oceněn izraelským titulem „Spravedlivý mezi národy“, byly současně uznány i zásluhy jeho manželky Emilie. Ta ovšem, na rozdíl od svého manžela, neměla z ocenění žádný profit. Postupně se ocitla až na hranici chudoby a musela se několikrát obrátit na různé dobročinné organizace.
Její situace se radikálně změnila teprve v roce 1993, kdy režisér Steven Spielberg natočil film Schindlerův seznam a Emilii připadl podíl za filmová práva (Emilie se také objevila v závěrečné scéně, kde pokládá kámen na hrob manžela). O několik měsíců později byla také ona oceněna titulem „Spravedlivá mezi národy“ a o rok později dostala i vysoké argentinské státní vyznamenání. O setkání s ní projevila zájem řada osobností (mj. prezident USA Bill Clinton, německý prezident Roman Herzog a papež Jan Pavel II.). Spřátelila se s argentinskou novinářkou Erikou Rosenbergovou, která vydala její životopis Já, Emilie Schindlerová a zařídila, že Schindlerové byl zpětně vyplacen podíl za práva na Keneallyho knihu, která byla předlohou filmu, a také za písemnosti Oskara Schindlera publikované v Německu (po smrti manžela byla Emilie jeho jedinou zákonnou dědičkou).
Emilie Schindlerová zemřela v roce 2001 v nemocnici ve Strausbergu nedaleko Berlína. Krátce předtím o ní německý režisér Matthias Kessler zpracoval televizní dokument V Schindlerově stínu, při jehož natáčení Schindlerová opět navštívila rodný kraj a továrnu v Brněnci.